# Lepisanthes erecta
Lepisanthes erecta är en kinesträdsväxtart som först beskrevs av Thwait., och fick sitt nu gällande namn av Leenh.. Lepisanthes erecta ingår i släktet Lepisanthes och familjen kinesträdsväxter. Inga underarter finns listade i Catalogue of Life.